# Championnat du Brésil de football
Pour les articles homonymes, voir Série A.
Le championnat du Brésil de football, également connu sous le nom de « Série A » ou « Brasileirão » (officiellement appelé « Brasileirão Betano » pour des raisons de parrainage avec Betano, depuis 2024), est une compétition annuelle de football disputée par les meilleurs clubs brésiliens entre les mois de mai et de décembre. La première division (Série A) est composée de 20 clubs qui s'affrontent en matchs aller et retour. Les quatre premiers au classement sont qualifiés pour la Copa Libertadores et les quatre derniers sont relégués en deuxième division (Série B).
Cette compétition d'envergure nationale a eu le plus grand mal à s'imposer dans un pays si vaste et si pauvre que les championnats locaux (les Campeonatos Estaduais) ont longtemps tenu le haut du pavé. Timidement mis en place en 1971, le Brasileirão s'est désormais imposé comme la compétition de référence au Brésil.
Les championnats locaux sont cependant toujours d’actualité, puisqu’ils sont joués de janvier à avril. Les clubs de Série A jouent donc leurs championnats locaux respectifs en début d'année avant d’enchaîner sur le championnat national.

## Histoire
Le Campeonato Brasileiro Série A est né en 1971, bien que le Tournoi Roberto Gomes Pedrosa et le Taça Brasil, ancêtres du championnat brésilien de football, aient été organisés pour choisir les équipes représentant le Brésil dans les compétitions organisées par la CONMEBOL.
Les compétitions qui attribuent le titre de champion du Brésil sont donc la Taça Brasil, le Torneio Roberto Gomes Pedrosa et la Serie A. En 2010, le CBF a promu l'unification des titres de champions brésiliens, bien que différenciant les compétitions (organisées par différentes fédérations) avec le nom d'origine et la liste officielle des gagnants, délivrés par la même fédération principale.

## Palmarès

### Titres par année
La CBF a reconnu a posteriori trois compétitions avec le même statut que celui du Brasileirão, pour l'année 1937, puis lors de la période allant de 1959 à 1970:
- Le 25 Août 2023, la Fédération brésilienne a estimé que le succès de l'Atlético Mineiro en 1937 lors du Tournoi des champions était assimilable à un titre de champion national et est reconnu équivalent au championnat du Brésil (en bleu dans le tableau).
- Taça Brasil[Note 1], de 1959 à 1968 (en jaune dans le tableau).
- Torneio Roberto Gomes Pedrosa[Note 2], de 1967 à 1970 (en vert dans le tableau).

En raison de la concomitance du Torneio Roberto Gomes Pedrosa et de la Taça Brasil durant deux saisons (1967 et 1968), chacune de ces saisons comporte deux champions officiels :
- 1967 : SE Palmeiras ayant remporté la Taça Brasil et le Torneio Roberto Gomes Pedrosa en cette même année, le club paulista devient rétrospectivement double champion du Brésil 1967.
- 1968 : Botafogo FR, qui remporte la Taça Brasil, et Santos FC, vainqueur du Torneio Roberto Gomes Pedrosa, sont tous deux champions du Brésil 1968.
Le palmarès de la compétition est donc le suivant :
| Année | Champion                | Deuxième                 |
| ----- | ----------------------- | ------------------------ |
| 1937  | Atlético Mineiro        | Fluminense FC            |
| 1959  | EC Bahia                | Santos FC                |
| 1960  | SE Palmeiras            | Fortaleza EC             |
| 1961  | Santos FC               | EC Bahia                 |
| 1962  | Santos FC (2)           | Botafogo FR              |
| 1963  | Santos FC (3)           | EC Bahia                 |
| 1964  | Santos FC (4)           | CR Flamengo              |
| 1965  | Santos FC (5)           | CR Vasco da Gama         |
| 1966  | Cruzeiro EC             | Santos FC                |
| 1967  | SE Palmeiras (2)        | Clube Náutico Capibaribe |
| 1967  | SE Palmeiras (3)        | SC Internacional         |
| 1968  | Botafogo FR             | Fortaleza EC             |
| 1968  | Santos FC (6)           | SC Internacional         |
| 1969  | SE Palmeiras (4)        | Cruzeiro EC              |
| 1970  | Fluminense FC           | SE Palmeiras             |
| 1971  | Atlético Mineiro (2)    | São Paulo FC             |
| 1972  | SE Palmeiras (5)        | Botafogo FR              |
| 1973  | SE Palmeiras (6)        | São Paulo FC             |
| 1974  | CR Vasco da Gama        | Cruzeiro EC              |
| 1975  | SC Internacional        | Cruzeiro EC              |
| 1976  | SC Internacional (2)    | SC Corinthians           |
| 1977  | São Paulo FC            | Atlético Mineiro         |
| 1978  | Guarani FC              | SE Palmeiras             |
| 1979  | SC Internacional (3)    | CR Vasco da Gama         |
| 1980  | CR Flamengo             | Atlético Mineiro         |
| 1981  | Grêmio Porto Alegre     | São Paulo FC             |
| 1982  | CR Flamengo (2)         | Grêmio Porto Alegre      |
| 1983  | CR Flamengo (3)         | Santos FC                |
| 1984  | Fluminense FC (2)       | CR Vasco da Gama         |
| 1985  | Coritiba FC             | Bangu AC                 |
| 1986  | São Paulo FC (2)        | Guarani FC               |
| 1987  | SC Recife               | Guarani FC               |
| 1988  | EC Bahia (2)            | SC Internacional         |
| 1989  | CR Vasco da Gama (2)    | São Paulo FC             |
| 1990  | SC Corinthians          | São Paulo FC             |
| 1991  | São Paulo FC (3)        | CA Bragantino            |
| 1992  | CR Flamengo (4)         | Botafogo FR              |
| 1993  | SE Palmeiras (7)        | EC Vitória               |
| 1994  | SE Palmeiras (8)        | SC Corinthians           |
| 1995  | Botafogo FR (2)         | Santos FC                |
| 1996  | Grêmio Porto Alegre (2) | Associação Portuguesa    |
| 1997  | CR Vasco da Gama (3)    | SE Palmeiras             |
| 1998  | SC Corinthians (2)      | Cruzeiro EC              |
| 1999  | SC Corinthians (3)      | Atlético Mineiro         |
| 2000  | CR Vasco da Gama (4)    | AD São Caetano           |
| 2001  | Athletico Paranaense    | AD São Caetano           |
| 2002  | Santos FC (7)           | SC Corinthians           |
| 2003  | Cruzeiro EC (2)         | Santos FC                |
| 2004  | Santos FC (8)           | Athletico Paranaense     |
| 2005  | SC Corinthians (4)      | SC Internacional         |
| 2006  | São Paulo FC (4)        | SC Internacional         |
| 2007  | São Paulo FC (5)        | Santos FC                |
| 2008  | São Paulo FC (6)        | Grêmio Porto Alegre      |
| 2009  | CR Flamengo (5)         | SC Internacional         |
| 2010  | Fluminense FC (3)       | Cruzeiro EC              |
| 2011  | SC Corinthians (5)      | CR Vasco da Gama         |
| 2012  | Fluminense FC (4)       | Atlético Mineiro         |
| 2013  | Cruzeiro EC (3)         | Grêmio Porto Alegre      |
| 2014  | Cruzeiro EC (4)         | São Paulo FC             |
| 2015  | SC Corinthians (6)      | Atlético Mineiro         |
| 2016  | SE Palmeiras (9)        | Santos FC                |
| 2017  | SC Corinthians (7)      | SE Palmeiras             |
| 2018  | SE Palmeiras (10)       | CR Flamengo              |
| 2019  | CR Flamengo (6)         | Santos FC                |
| 2020  | CR Flamengo (7)         | SC Internacional         |
| 2021  | Atlético Mineiro (3)    | CR Flamengo              |
| 2022  | SE Palmeiras (11)       | SC internacional         |
| 2023  | SE Palmeiras (12)       | Grêmio Porto Alegre      |
| 2024  | Botafogo FR (3)         | SE Palmeiras             |

### Titres par club
| Club                             | Titres | Saisons                                                                |
| -------------------------------- | ------ | ---------------------------------------------------------------------- |
| Sociedade Esportiva Palmeiras    | 12     | 1960, 1967, 1967, 1969, 1972, 1973, 1993, 1994, 2016, 2018, 2022, 2023 |
| Santos Futebol Clube             | 8      | 1961, 1962, 1963, 1964, 1965, 1968, 2002, 2004                         |
| Clube de Regatas do Flamengo     | 7      | 1980, 1982, 1983, 1992, 2009, 2019, 2020                               |
| Sport Club Corinthians Paulista  | 7      | 1990, 1998, 1999, 2005, 2011, 2015, 2017                               |
| São Paulo Futebol Clube          | 6      | 1977, 1986, 1991, 2006, 2007, 2008                                     |
| Cruzeiro Esporte Clube           | 4      | 1966, 2003, 2013, 2014                                                 |
| CR Vasco da Gama                 | 4      | 1974, 1989, 1997, 2000                                                 |
| Fluminense Football Club         | 4      | 1970, 1984, 2010, 2012                                                 |
| Clube Atlético Mineiro           | 3      | 1937, 1971, 2021                                                       |
| Internacional Porto Alegre       | 3      | 1975, 1976, 1979                                                       |
| Botafogo de Futebol e Regatas    | 3      | 1968, 1995, 2024                                                       |
| Grêmio Foot-Ball Porto Alegrense | 2      | 1981, 1996                                                             |
| Esporte Clube Bahia              | 2      | 1959, 1988                                                             |
| Clube Atlético Paranaense        | 1      | 2001                                                                   |
| Coritiba Foot Ball Club          | 1      | 1985                                                                   |
| Guarani Futebol Clube            | 1      | 1978                                                                   |
| Sport Club do Recife             | 1      | 1987                                                                   |

## Statistiques

### Joueurs les plus capés
| Rang | Joueurs                  | Matchs |
| ---- | ------------------------ | ------ |
| 1    | Fábio                    | 618    |
| 2    | Rogério Ceni             | 575    |
| 3    | Léonardo Moura (en)      | 490    |
| 4    | Diego Souza              | 438    |
| 5    | Paulo Baier (en)         | 429    |
| 6    | Wellington Paulista (en) | 388    |
| 7    | Zinho                    | 369    |
| 8    | Clemer (en)              | 368    |
| 8    | Ramon                    | 368    |
| 10   | Harlei (en)              | 347    |

### Meilleurs buteurs
| Rang | Joueurs          | Buts |
| ---- | ---------------- | ---- |
| 1    | Roberto Dinamite | 181  |
| 2    | Fred             | 155  |
| 3    | Romário          | 154  |
| 4    | Edmundo          | 153  |
| 5    | Zico             | 135  |
| 6    | Túlio            | 129  |
| 7    | Serginho Chulapa | 127  |
| 8    | Washington       | 126  |
| 9    | Diego Souza      | 122  |
| 10   | Luís Fabiano     | 117  |

### Meilleur buteur par saison
| Année | Joueurs           | Club                            | Buts |
| ----- | ----------------- | ------------------------------- | ---- |
| 1959  | Léo               | Bahia                           | 8    |
| 1960  | Bececê            | Fortaleza                       | 7    |
| 1961  | Pelé              | Santos                          | 7    |
| 1962  | Coutinho          | Santos                          | 7    |
| 1963  | Pelé              | Santos                          | 8    |
| 1964  | Pelé              | Santos                          | 7    |
| 1964  | Gildo             | Ceará                           | 7    |
| 1965  | Bita              | Náutico                         | 9    |
| 1966  | Bita              | Náutico                         | 10   |
| 1966  | Toninho Guerreiro | Santos                          | 10   |
| 1967  | Chicletes         | Treze                           | 9    |
| 1968  | Ferretti          | Botafogo                        | 7    |
| 1969  | Edu               | America-RJ                      | 14   |
| 1970  | Tostão            | Cruzeiro                        | 12   |
| 1971  | Dario             | Atlético Mineiro                | 17   |
| 1972  | Dario             | Atlético Mineiro                | 17   |
| 1972  | Pedro Rocha       | São Paulo                       | 17   |
| 1973  | Ramón             | Santa Cruz                      | 21   |
| 1974  | Roberto Dinamite  | Vasco da Gama                   | 16   |
| 1975  | Flávio            | Internacional                   | 16   |
| 1976  | Dario             | Internacional                   | 16   |
| 1977  | Reinaldo          | Atlético Mineiro                | 28   |
| 1978  | Paulinho          | Vasco da Gama                   | 19   |
| 1979  | César             | América (RJ)                    | 12   |
| 1979  | Roberto César     | Cruzeiro                        | 12   |
| 1980  | Zico              | Flamengo                        | 21   |
| 1981  | Nunes             | Flamengo                        | 16   |
| 1982  | Zico              | Flamengo                        | 21   |
| 1983  | Serginho Chulapa  | Santos                          | 22   |
| 1984  | Roberto Dinamite  | Vasco da Gama                   | 16   |
| 1985  | Edmar             | Guarani                         | 20   |
| 1986  | Careca            | São Paulo                       | 25   |
| 1987  | Müller            | São Paulo                       | 25   |
| 1988  | Nílson            | Internacional                   | 15   |
| 1989  | Túlio             | Goiás                           | 11   |
| 1990  | Charles           | Bahia                           | 11   |
| 1991  | Paulinho          | Santos                          | 15   |
| 1992  | Bebeto            | Vasco da Gama                   | 18   |
| 1993  | Guga              | Santos                          | 14   |
| 1994  | Amoroso           | Guarani                         | 19   |
| 1994  | Túlio             | Botafogo                        | 19   |
| 1995  | Túlio             | Botafogo                        | 23   |
| 1996  | Renaldo           | Atlético Mineiro                | 16   |
| 1996  | Paulo Nunes       | Grêmio                          | 16   |
| 1997  | Edmundo           | Vasco da Gama                   | 29   |
| 1998  | Viola             | Santos                          | 21   |
| 1999  | Guilherme         | Atlético Mineiro                | 28   |
| 2000  | Dill              | Goiás                           | 20   |
| 2000  | Magno Alves       | Fluminense                      | 20   |
| 2000  | Romário           | Vasco da Gama                   | 20   |
| 2001  | Romário           | Vasco da Gama                   | 21   |
| 2002  | Luís Fabiano      | São Paulo                       | 19   |
| 2002  | Rodrigo Fabri     | Grêmio                          | 19   |
| 2003  | Dimba             | Goiás                           | 31   |
| 2004  | Washington        | Atlético Paranaense             | 34   |
| 2005  | Romário           | Vasco da Gama                   | 22   |
| 2006  | Souza             | Goiás                           | 17   |
| 2007  | Josiel            | Paraná Clube                    | 20   |
| 2008  | Keirrison         | Coritiba                        | 21   |
| 2008  | Washington        | Fluminense                      | 21   |
| 2008  | Kléber Pereira    | Santos                          | 21   |
| 2009  | Diego Tardelli    | Atlético Mineiro                | 19   |
| 2010  | Jonas             | Grêmio                          | 23   |
| 2011  | Borges            | Santos                          | 23   |
| 2012  | Fred              | Fluminense                      | 20   |
| 2013  | Éderson           | Atlético Paranaense             | 21   |
| 2014  | Fred              | Fluminense                      | 18   |
| 2015  | Ricardo Oliveira  | Santos                          | 20   |
| 2016  | Diego Souza       | Sport Recife                    | 14   |
| 2016  | Fred              | Atlético Mineiro                | 14   |
| 2016  | William Pottker   | Ponte Preta                     | 14   |
| 2017  | Henrique Dourado  | Fluminense                      | 18   |
| 2017  | Jô                | Corinthians                     | 18   |
| 2018  | Gabriel Barbosa   | Flamengo                        | 18   |
| 2019  | Gabriel Barbosa   | Flamengo                        | 25   |
| 2020  | Claudinho         | Red Bull Bragantino             | 18   |
| 2020  | Luciano           | São Paulo                       | 18   |
| 2021  | Hulk              | Atlético Mineiro                | 19   |
| 2022  | Germán Cano       | Fluminense                      | 26   |
| 2023  | Paulinho          | Clube Atlético Mineiro          | 20   |
| 2024  | Yuri Alberto      | Sport Club Corinthians Paulista | 15   |
| 2024  | Alerrandro        | Esporte Clube Vitória           | 15   |